# 蛊早熟禾
蛊早熟禾（学名：Poa fascinata），为禾本科早熟禾属下的一个植物种。